# Llista d'asteroides/114501–114600
| Nom      | Designació provisional | Data de descobriment | Lloc de descobriment | Descobridor/s |
| -------- | ---------------------- | -------------------- | -------------------- | ------------- |
| 114501 - | 2003 AP72              | 11 de gener, 2003    | Socorro              | LINEAR        |
| 114502 - | 2003 AD76              | 10 de gener, 2003    | Socorro              | LINEAR        |
| 114503 - | 2003 AG77              | 10 de gener, 2003    | Socorro              | LINEAR        |
| 114504 - | 2003 AR77              | 10 de gener, 2003    | Socorro              | LINEAR        |
| 114505 - | 2003 AO78              | 10 de gener, 2003    | Kitt Peak            | Spacewatch    |
| 114506 - | 2003 AU79              | 11 de gener, 2003    | Socorro              | LINEAR        |
| 114507 - | 2003 AX80              | 12 de gener, 2003    | Socorro              | LINEAR        |
| 114508 - | 2003 AS82              | 11 de gener, 2003    | Kitt Peak            | Spacewatch    |
| 114509 - | 2003 AZ85              | 7 de gener, 2003     | Socorro              | LINEAR        |
| 114510 - | 2003 AW86              | 1 de gener, 2003     | Socorro              | LINEAR        |
| 114511 - | 2003 AU88              | 2 de gener, 2003     | Socorro              | LINEAR        |
| 114512 - | 2003 AX89              | 4 de gener, 2003     | Socorro              | LINEAR        |
| 114513 - | 2003 BQ1               | 26 de gener, 2003    | Palomar              | NEAT          |
| 114514 - | 2003 BX5               | 26 de gener, 2003    | Haleakala            | NEAT          |
| 114515 - | 2003 BA7               | 25 de gener, 2003    | Anderson Mesa        | LONEOS        |
| 114516 - | 2003 BZ7               | 26 de gener, 2003    | Palomar              | NEAT          |
| 114517 - | 2003 BF10              | 26 de gener, 2003    | Palomar              | NEAT          |
| 114518 - | 2003 BQ10              | 26 de gener, 2003    | Anderson Mesa        | LONEOS        |
| 114519 - | 2003 BZ10              | 26 de gener, 2003    | Anderson Mesa        | LONEOS        |
| 114520 - | 2003 BK11              | 26 de gener, 2003    | Anderson Mesa        | LONEOS        |
| 114521 - | 2003 BP11              | 26 de gener, 2003    | Anderson Mesa        | LONEOS        |
| 114522 - | 2003 BD12              | 26 de gener, 2003    | Anderson Mesa        | LONEOS        |
| 114523 - | 2003 BJ12              | 26 de gener, 2003    | Anderson Mesa        | LONEOS        |
| 114524 - | 2003 BT12              | 26 de gener, 2003    | Palomar              | NEAT          |
| 114525 - | 2003 BM13              | 26 de gener, 2003    | Haleakala            | NEAT          |
| 114526 - | 2003 BO15              | 26 de gener, 2003    | Anderson Mesa        | LONEOS        |
| 114527 - | 2003 BF16              | 26 de gener, 2003    | Haleakala            | NEAT          |
| 114528 - | 2003 BO16              | 26 de gener, 2003    | Haleakala            | NEAT          |
| 114529 - | 2003 BT16              | 26 de gener, 2003    | Haleakala            | NEAT          |
| 114530 - | 2003 BV16              | 26 de gener, 2003    | Haleakala            | NEAT          |
| 114531 - | 2003 BU17              | 27 de gener, 2003    | Socorro              | LINEAR        |
| 114532 - | 2003 BY17              | 27 de gener, 2003    | Socorro              | LINEAR        |
| 114533 - | 2003 BY18              | 27 de gener, 2003    | Socorro              | LINEAR        |
| 114534 - | 2003 BT19              | 26 de gener, 2003    | Anderson Mesa        | LONEOS        |
| 114535 - | 2003 BU19              | 26 de gener, 2003    | Anderson Mesa        | LONEOS        |
| 114536 - | 2003 BM20              | 27 de gener, 2003    | Socorro              | LINEAR        |
| 114537 - | 2003 BO20              | 27 de gener, 2003    | Anderson Mesa        | LONEOS        |
| 114538 - | 2003 BA22              | 27 de gener, 2003    | Socorro              | LINEAR        |
| 114539 - | 2003 BB22              | 24 de gener, 2003    | Palomar              | NEAT          |
| 114540 - | 2003 BF24              | 25 de gener, 2003    | Palomar              | NEAT          |
| 114541 - | 2003 BP25              | 26 de gener, 2003    | Palomar              | NEAT          |
| 114542 - | 2003 BL26              | 26 de gener, 2003    | Palomar              | NEAT          |
| 114543 - | 2003 BZ26              | 26 de gener, 2003    | Anderson Mesa        | LONEOS        |
| 114544 - | 2003 BN28              | 26 de gener, 2003    | Haleakala            | NEAT          |
| 114545 - | 2003 BS29              | 27 de gener, 2003    | Socorro              | LINEAR        |
| 114546 - | 2003 BY29              | 27 de gener, 2003    | Socorro              | LINEAR        |
| 114547 - | 2003 BE31              | 27 de gener, 2003    | Socorro              | LINEAR        |
| 114548 - | 2003 BO31              | 27 de gener, 2003    | Socorro              | LINEAR        |
| 114549 - | 2003 BU32              | 27 de gener, 2003    | Palomar              | NEAT          |
| 114550 - | 2003 BQ33              | 27 de gener, 2003    | Haleakala            | NEAT          |
| 114551 - | 2003 BO34              | 26 de gener, 2003    | Haleakala            | NEAT          |
| 114552 - | 2003 BF38              | 27 de gener, 2003    | Anderson Mesa        | LONEOS        |
| 114553 - | 2003 BH42              | 27 de gener, 2003    | Haleakala            | NEAT          |
| 114554 - | 2003 BK42              | 28 de gener, 2003    | Socorro              | LINEAR        |
| 114555 - | 2003 BN44              | 27 de gener, 2003    | Socorro              | LINEAR        |
| 114556 - | 2003 BR50              | 27 de gener, 2003    | Socorro              | LINEAR        |
| 114557 - | 2003 BL51              | 27 de gener, 2003    | Socorro              | LINEAR        |
| 114558 - | 2003 BX51              | 27 de gener, 2003    | Socorro              | LINEAR        |
| 114559 - | 2003 BD52              | 27 de gener, 2003    | Socorro              | LINEAR        |
| 114560 - | 2003 BL52              | 27 de gener, 2003    | Socorro              | LINEAR        |
| 114561 - | 2003 BP52              | 27 de gener, 2003    | Socorro              | LINEAR        |
| 114562 - | 2003 BR53              | 27 de gener, 2003    | Anderson Mesa        | LONEOS        |
| 114563 - | 2003 BM55              | 27 de gener, 2003    | Palomar              | NEAT          |
| 114564 - | 2003 BR55              | 28 de gener, 2003    | Socorro              | LINEAR        |
| 114565 - | 2003 BN60              | 27 de gener, 2003    | Palomar              | NEAT          |
| 114566 - | 2003 BW62              | 28 de gener, 2003    | Palomar              | NEAT          |
| 114567 - | 2003 BB63              | 28 de gener, 2003    | Socorro              | LINEAR        |
| 114568 - | 2003 BC63              | 28 de gener, 2003    | Socorro              | LINEAR        |
| 114569 - | 2003 BW63              | 28 de gener, 2003    | Socorro              | LINEAR        |
| 114570 - | 2003 BB64              | 28 de gener, 2003    | Haleakala            | NEAT          |
| 114571 - | 2003 BN65              | 30 de gener, 2003    | Anderson Mesa        | LONEOS        |
| 114572 - | 2003 BC68              | 27 de gener, 2003    | Palomar              | NEAT          |
| 114573 - | 2003 BJ68              | 28 de gener, 2003    | Palomar              | NEAT          |
| 114574 - | 2003 BL68              | 28 de gener, 2003    | Socorro              | LINEAR        |
| 114575 - | 2003 BH71              | 31 de gener, 2003    | Socorro              | LINEAR        |
| 114576 - | 2003 BG73              | 28 de gener, 2003    | Haleakala            | NEAT          |
| 114577 - | 2003 BR73              | 29 de gener, 2003    | Palomar              | NEAT          |
| 114578 - | 2003 BW73              | 29 de gener, 2003    | Palomar              | NEAT          |
| 114579 - | 2003 BX75              | 29 de gener, 2003    | Palomar              | NEAT          |
| 114580 - | 2003 BP77              | 30 de gener, 2003    | Anderson Mesa        | LONEOS        |
| 114581 - | 2003 BX77              | 30 de gener, 2003    | Anderson Mesa        | LONEOS        |
| 114582 - | 2003 BR78              | 31 de gener, 2003    | Socorro              | LINEAR        |
| 114583 - | 2003 BD80              | 31 de gener, 2003    | Socorro              | LINEAR        |
| 114584 - | 2003 BF80              | 31 de gener, 2003    | Anderson Mesa        | LONEOS        |
| 114585 - | 2003 BL80              | 31 de gener, 2003    | Anderson Mesa        | LONEOS        |
| 114586 - | 2003 BZ80              | 30 de gener, 2003    | Anderson Mesa        | LONEOS        |
| 114587 - | 2003 BQ82              | 31 de gener, 2003    | Socorro              | LINEAR        |
| 114588 - | 2003 BB84              | 31 de gener, 2003    | Socorro              | LINEAR        |
| 114589 - | 2003 BE84              | 31 de gener, 2003    | Socorro              | LINEAR        |
| 114590 - | 2003 BB86              | 23 de gener, 2003    | Kitt Peak            | Spacewatch    |
| 114591 - | 2003 CS1               | 1 de febrer, 2003    | Socorro              | LINEAR        |
| 114592 - | 2003 CU2               | 2 de febrer, 2003    | Socorro              | LINEAR        |
| 114593 - | 2003 CG3               | 2 de febrer, 2003    | Socorro              | LINEAR        |
| 114594 - | 2003 CF4               | 1 de febrer, 2003    | Socorro              | LINEAR        |
| 114595 - | 2003 CO6               | 1 de febrer, 2003    | Socorro              | LINEAR        |
| 114596 - | 2003 CY6               | 1 de febrer, 2003    | Socorro              | LINEAR        |
| 114597 - | 2003 CF7               | 1 de febrer, 2003    | Socorro              | LINEAR        |
| 114598 - | 2003 CN8               | 1 de febrer, 2003    | Haleakala            | NEAT          |
| 114599 - | 2003 CG9               | 2 de febrer, 2003    | Anderson Mesa        | LONEOS        |
| 114600 - | 2003 CG10              | 2 de febrer, 2003    | Socorro              | LINEAR        |